# Digoniopterys microphylla
Digoniopterys microphylla är en tvåhjärtbladig växtart som beskrevs av Arenes. Digoniopterys microphylla ingår i släktet Digoniopterys och familjen Malpighiaceae. Inga underarter finns listade i Catalogue of Life.